# Olympische Jugend-Winterspiele 2012/Teilnehmer (Bosnien und Herzegowina)
| Gelbes Symbol für Goldmedaillen mit stilisierten Olympischen Ringen | Graues Symbol für Silbermedaillen mit stilisierten Olympischen Ringen | Braundes Symbol für Bronzemedaillen mit stilisierten Olympischen Ringen |
| ------------------------------------------------------------------- | --------------------------------------------------------------------- | ----------------------------------------------------------------------- |
| —                                                                   | —                                                                     | —                                                                       |

Bosnien und Herzegowina nahm an den Olympischen Jugend-Winterspielen 2012 in Innsbruck mit vier Athleten in drei Sportarten teil.

## Sportarten

### Rennrodeln
| Athleten    | Wettbewerb | Durchgang 1 | Durchgang 2 | Gesamt       | Gesamt |
| Athleten    | Wettbewerb | Zeit        | Zeit        | Zeit         | Rang   |
| ----------- | ---------- | ----------- | ----------- | ------------ | ------ |
| Jungen      |            |             |             |              |        |
| Kerim Catal | Einsitzer  | 41,354 s    | 41,279 s    | 1:22,633 min | 24     |

### Ski Alpin
| Athleten      | Wettbewerb   | Durchgang 1 | Durchgang 2        | Gesamt             | Gesamt             |
| Athleten      | Wettbewerb   | Zeit        | Zeit               | Zeit               | Rang               |
| ------------- | ------------ | ----------- | ------------------ | ------------------ | ------------------ |
| Jungen        |              |             |                    |                    |                    |
| Marko Šljivić | Riesenslalom | DNF         | nicht qualifiziert | nicht qualifiziert | nicht qualifiziert |
| Marko Šljivić | Slalom       | 47,38 s     | DNF                | nicht qualifiziert | nicht qualifiziert |
| Mädchen       |              |             |                    |                    |                    |
| Nađa Zvizdić  | Riesenslalom | 1:06,88 min | 1:07,66 min        | 2:14,54 min        | 31                 |
| Nađa Zvizdić  | Slalom       | 51,33 s     | 44,09 s            | 1:35,42 min        | 20                 |

### Skilanglauf
| Athleten      | Wettbewerb      | Qualifikation | Qualifikation | Viertelfinale      | Viertelfinale      | Halbfinale         | Halbfinale         | Finale             | Finale             |
| Athleten      | Wettbewerb      | Zeit          | Rang          | Zeit               | Rang               | Zeit               | Rang               | Zeit               | Rang               |
| ------------- | --------------- | ------------- | ------------- | ------------------ | ------------------ | ------------------ | ------------------ | ------------------ | ------------------ |
| Jungen        |                 |               |               |                    |                    |                    |                    |                    |                    |
| Goran Košarac | 10 km klassisch |               |               |                    |                    |                    |                    | 35:49,1 min        | 39                 |
| Goran Košarac | Sprint          | 1:56,05 min   | 38            | nicht qualifiziert | nicht qualifiziert | nicht qualifiziert | nicht qualifiziert | nicht qualifiziert | nicht qualifiziert |